# Maria Gadú (album)
Maria Gadú è l'album di debutto della cantautrice brasiliana Maria Gadú, pubblicato dalla Som Livre il 20 luglio 2009.
Dall'album è stato estratto il singolo Shimbalaiê, uscito il 25 agosto 2009 e giunto alla prima posizione della classifica italiana nel 2011.
Nel 2010 è stato ripubblicato in edizione limitata a 1000 copie, con un CD bonus.

## Tracce
(Testi e musiche di Maria Gadú eccetto dove indicato)
1. Bela Flor - 3:04
2. Altar Particular - 3:07
3. Dona Cila - 3:31
4. Shimbalaiê - 3:17
5. Escudos - 3:23
6. Ne Me Quitte Pas (Jacques Brel) - 4:02
7. Tudo Diferente (André Carvalho) - 3:07
8. Laranja - 3:04
9. Lounge - 5:00
10. Linda Rosa (Gugu Peixoto, Luis Kiari) - 2:40
11. Encontro - 3:26
12. A História de Lilly Braun (Chico Buarque, Edu Lobo) - 4:15
13. Baba (Kelly Key) - 3:09

### Tracce edizione limitata 2010
1. Bela Flor
2. Altar Particular
3. Dona Cila
4. Shimbalaiê
5. Escudos
6. Linda Rosa (Gugu Peixoto, Luis Kiari)
7. Ne Me Quitte Pas (Jacques Brel)
8. Tudo Diferente (André Carvalho)
9. Quase Sem Querer (Legião Urbana)
10. Encontro
11. Lounge
12. A História De Lily Braun (Chico Buarque, Edu Lobo)
13. Laranja

CD Bonus
1. Bela Flor
2. Altar Particular
3. Dona Cila
4. Shimbalaiê
5. Escudos
6. Ne Me Quitte Pas
7. Tudo Diferente
8. Laranja
9. Lounge
10. Linda Rosa
11. Encontro
12. A História De Lily Braun
13. Baba (Kelly Key)
14. Quase Sem Querer (Dado Villa-Lobos, Renato Rocha, Renato Russo)

## Classifiche
| Classifica (2009/2011) | posizione massima |
| ---------------------- | ----------------- |
| Brasile                | 4                 |
| Germania               | 57                |
| Italia                 | 4                 |
| Portogallo             | 18                |

### Classifiche di fine anno
| Classifica (2011) | Posizione |
| ----------------- | --------- |
| Italia            | 43        |

### Classifica italiana
| Posizione | 22 | 11 | 8  | 5  | 4  | 5  | 5  | 7  | 5  | 11 | 10 | 14 | 18 | 21 | 15 | 25 | 30 | 40 | 39 | 54 |
| Settimana | 21 | 22 | 23 | 24 | 25 | 26 | 27 | 28 | 29 | 30 | 31 | 32 | 33 | 34 | 35 | 36 | 37 | 38 | 39 | 40 |
| Posizione | 52 | 68 | 93 | —  | —  | 97 | —  | 70 | 62 | 69 | —  |    |    |    |    |    |    |    |    |    |

In Portogallo l'album rimane in classifica per cinque settimane consecutive, raggiungendo il diciottesimo posto.